# 1956-os Formula–1 brit nagydíj
Az 1956-os Formula–1-es világbajnokság hatodik futama a brit nagydíj volt.

## Futam
A Moss-Fangio-Hawthorn rajtsorrend hamar felborult, Hawthorn állt az élre és 15 körön át vezetett, ekkor tudta utolérni Moss innen kezdve a hatvankilencedik körig ő vezetett. González Wanvalja már az első száz méteren erőátviteli probléma miatt esett ki. Fangio elrontott rajtja miatt a hatodik helyre esett vissza, fokozatosan küzdötte magát előre a huszadik körben negyedik, a harmincadikban harmadik a verseny felénél már második volt. Moss gyújtáshiba javításra állt ki, innen kezdve Fangio az élen haladva nyert.
|    | Rsz. | Versenyző                              | Csapat         | Körök | Idő/Kiesések      | Rajthely | Pontok |
| -- | ---- | -------------------------------------- | -------------- | ----- | ----------------- | -------- | ------ |
| 1  | 1    | Juan Manuel Fangio                     | Ferrari        | 101   | 2:59'47,0         | 2        | 8      |
| 2  | 4    | Alfonso de Portago Peter Collins       | Ferrari        | 100   | +1 kör            | 12       | 3      |
| 3  | 8    | Jean Behra                             | Maserati       | 99    | +2 kör            | 13       | 4      |
| 4  | 21   | Jack Fairman                           | Connaught-Alta | 98    | +3 kör            | 21       | 3      |
| 5  | 31   | Horace Gould                           | Maserati       | 97    | +4 kör            | 14       | 2      |
| 6  | 11   | Luigi Villoresi                        | Maserati       | 96    | +5 kör            | 19       |        |
| 7  | 9    | Cesare Perdisa                         | Maserati       | 95    | +6 kör            | 15       |        |
| 8  | 10   | Paco Godia                             | Maserati       | 94    | +7 kör            | 25       |        |
| 9  | 15   | Robert Manzon                          | Gordini        | 94    | +7 kör            | 18       |        |
| 10 | 3    | Eugenio Castellotti Alfonso de Portago | Ferrari        | 92    | +9 kör            | 8        |        |
| 11 | 26   | Bob Gerard                             | Cooper-Bristol | 88    | +13 kör           | 22       |        |
| Ki | 7    | Stirling Moss                          | Maserati       | 94    | Tengely           | 1        | 1      |
| Ki | 16   | Harry Schell                           | Vanwall        | 87    | Üzemanyagrendszer | 5        |        |
| Ki | 20   | Desmond Titterington                   | Connaught-Alta | 74    | Motor             | 11       |        |
| Ki | 17   | Maurice Trintignant                    | Vanwall        | 74    | Üzemanyagrendszer | 16       |        |
| Ki | 14   | Hernando da Silva Ramos                | Gordini        | 71    | Tengely           | 26       |        |
| Ki | 2    | Peter Collins                          | Ferrari        | 64    | Olajnyomás        | 4        |        |
| Ki | 28   | Roy Salvadori                          | Maserati       | 59    | Üzemanyag         | 7        |        |
| Ki | 24   | Tony Brooks                            | BRM            | 39    | Baleset           | 9        |        |
| Ki | 23   | Mike Hawthorn                          | BRM            | 24    | Váltó/erőátvitel  | 3        |        |
| Ki | 27   | Louis Rosier                           | Maserati       | 23    | Elektromos        | 27       |        |
| Ki | 29   | Bruce Halford                          | Maserati       | 22    | Motor             | 20       |        |
| Ki | 12   | Umberto Maglioli                       | Maserati       | 21    | Sebességváltó     | 24       |        |
| Ki | 19   | Archie Scott Brown                     | Connaught-Alta | 16    | Váltó/erőátvitel  | 10       |        |
| Ki | 32   | Paul Emery                             | Emeryson-Alta  | 12    | Gyújtás           | 23       |        |
| Ki | 30   | Jack Brabham                           | Maserati       | 3     | Motor             | 28       |        |
| Ki | 25   | Ron Flockhart                          | BRM            | 2     | Motor             | 17       |        |
| Ki | 18   | José Froilán González                  | Vanwall        | 0     | Váltó/erőátvitel  | 6        |        |

## Statisztikák
- Juan Manuel Fangio 19. GP győzelme (R), Stirling Moss 2. pole-pozíciója, 5. leggyorsabb köre.
- Ferrari 24. GP győzelme
- A versenyben vezettek:
  - Mike Hawthorn 15 kör (1-15.)
  - Stirling Moss 53 kör (16-68.)
  - Juan Manuel Fangio 33 kör (69-101.)